# Yermak (brise-glace)
Pour les articles homonymes, voir Iermak.
Le Yermak ou Iermak (en russe : Ермак) est un brise-glace russe puis soviétique. Il est souvent considéré comme le premier véritable brise-glace, avec une coque renforcée pour affronter la banquise.

## Description
Premier brise-glace au monde, il est baptisé le Yermak en l'honneur d'Ermak Timofeïévitch.
Le Yermak fut construit pour la marine impériale russe, sous la supervision de l'amiral Stepan Makarov par Armstrong Whitworth, dans le chantier de Low Walker, à Newcastle upon Tyne, en Angleterre. Il fut lancé en 1898 et reçut le nom du célèbre explorateur russe de la Sibérie, le Cosaque du Don et ataman Yermak Timofeyevitch.
Le Yermak fut livré le 17 octobre 1898, et atteignit dès son premier voyage au Spitzberg, en 1899, la latitude de 81° 21' N. Il avait été conçu pour briser une glace de 2 m d'épaisseur.
Le Yermak fut utilisé le 6 février 1900 par le physicien Alexandre Popov pour établir la première communication radio en Russie entre Kotka et l'île Hogland, en mer Baltique, sur une distance de 47 km.
Entre 1899 et 1911, le Yermak navigua à travers la banquise pendant plus de mille jours.
Le Yermak servit dans la marine de l'Union soviétique jusqu'en 1964. C'était alors l'un des plus vieux brise-glace en service dans le monde. Une île de l'archipel Nordenskiöld a reçu le nom du brise-glace. Une vitrine lui est consacrée au musée régional de Mourmansk.
Un autre brise-glace également nommé Yermak a été construit pour l'Union soviétique par le chantier naval Wärtsilä, à Helsinki (Finlande), en 1974.

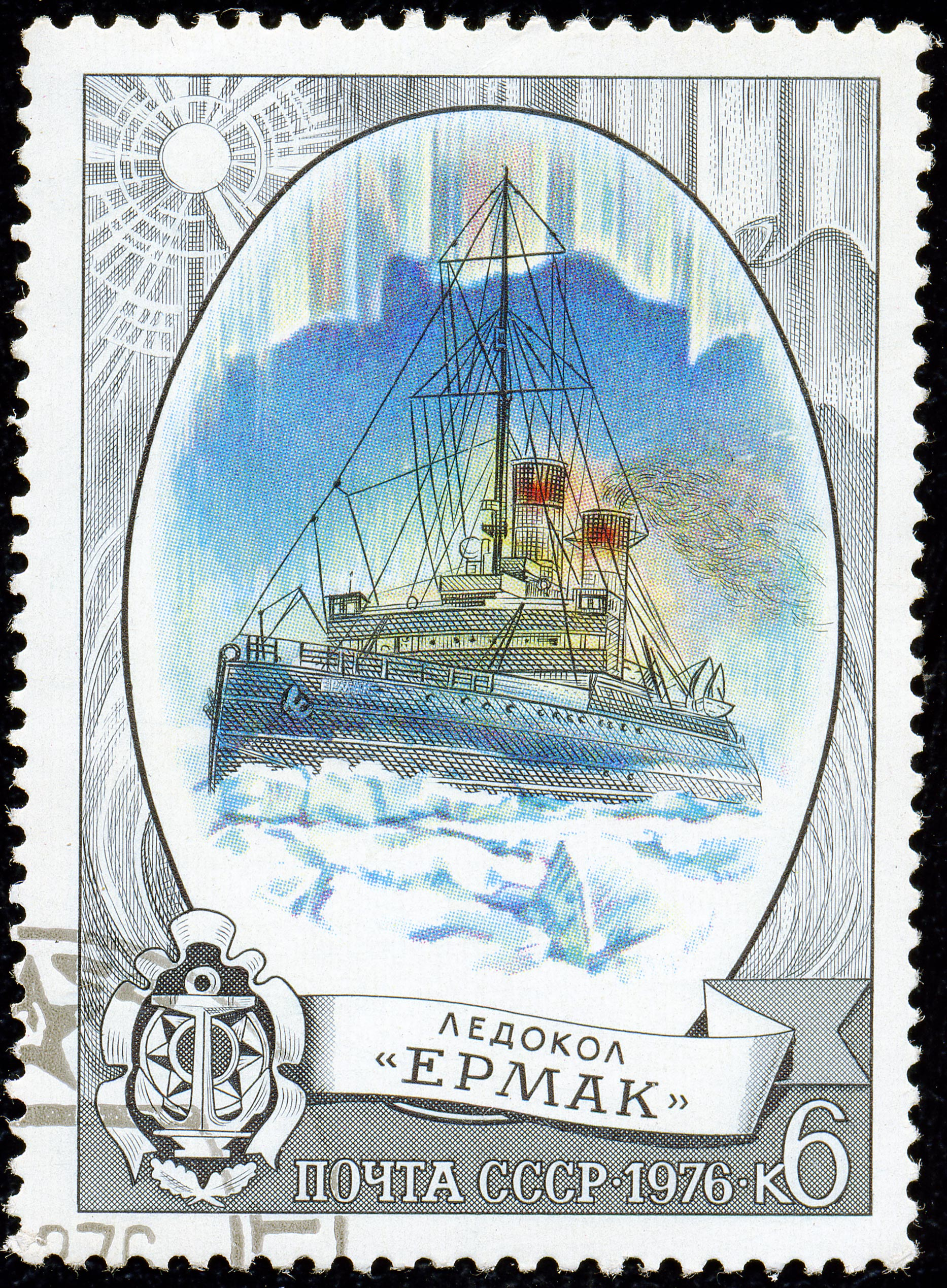
Timbre soviétique de 1976 en l'honneur du Yermak.